# C/2013 H2 Boattini
C/2013 H2 (Boattini) è una cometa non periodica. È la ventitreesima cometa scoperta dall'astronomo italiano Andrea Boattini. La sua orbita è retrograda.